# Qeqertarsuatsiaat
Qeqertarsuatsiaat (antigamente: Fiskernæs ou Fiskenæsset) é um assentamento no município de Sermersooq, sudoeste da Gronelândia. Em 2010 tinha 235 habitantes.  A vila foi fundada em 1754 como Fiskernæs pelos dinamarqueses.

## Transporte
Qeqertarsuatsiaat tem um porto servido pela Arctic Umiaq Line.

## População
Qeqertarsuatsiaat perdeu mais de um quarto de seus habitantes em relação a 1990 e quase 10% em relação a 2000.